# 래카다이브해

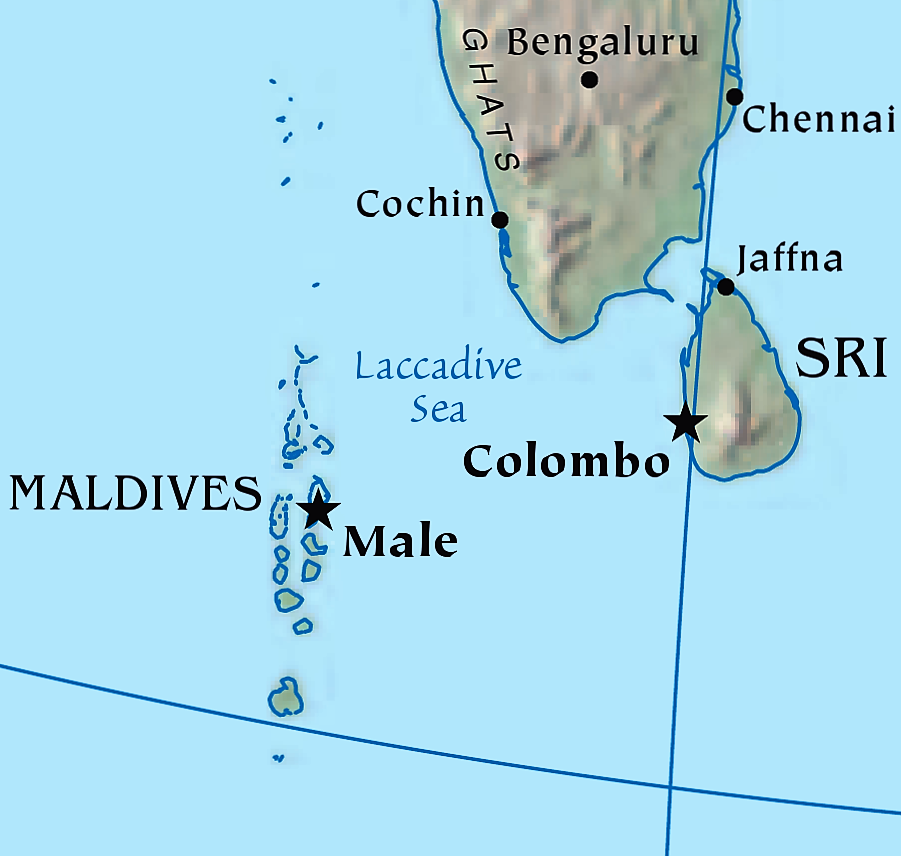

래카다이브해(Laccadive Sea)는 인도 남서쪽 해안과 스리랑카 남부, 몰디브 영토의 섬 중 가장 남, 동쪽에 해당하는 바다이다. 인도(락샤드위프 제도 포함), 몰디브, 스리랑카와 접경하는 해역으로, 락샤드위프해라고도 한다. 이 해역은 카르나타카주 서남쪽, 케랄라주 서쪽, 타밀나두주 남쪽에 위치한다. 이 따뜻한 해역은 연중 안정된 수온을 유지하며 풍부한 해양 생물을 자랑하며, 만나르만에만 약 3,600종의 생물이 살고 있다. 망갈루루, 카사라고드, 칸누르, 코지코드, 포나니, 코치, 알라푸자, 콜람, 티루바난타푸람, 투투쿠디, 콜롬보, 네곰보, 말레 등이 연안의 주요 도시이다. 인도 아대륙 최남단인 칸야쿠마리도 래카다이브해에 접해 있다. 래카다이브해의 이름은 아 바다의 북서부 지역에 위치한 래카다이브 제도의 이름을 따랐다.